# Jean-Marie Cavada
Pour les articles homonymes, voir Cavada.
Jean-Marie Cavada, né le 24 février 1940 à Épinal (Vosges), est un journaliste et homme politique français. Il est député européen de 2004 à 2019, président du Mouvement européen - France de 2011 à 2016 et président du mouvement Génération citoyens (GC) depuis 2015.

## Biographie

### Origines et formation
Ses parents d'origine espagnole disparus au début de la Seconde Guerre mondiale, Jean-Marie Cavada est confié très jeune à l'Assistance publique et passe sa petite enfance dans la famille Blaise, famille d'accueil de Saulxures-sur-Moselotte dans les Vosges. Son instituteur lui donne le goût des études et il poursuit sa scolarité au lycée Jules-Ferry de Saint-Dié-des-Vosges, ce qu'il raconte dans son autobiographie, Une marche dans le siècle.

### Carrière journalistique
Jean-Marie Cavada commence sa carrière journalistique à la RTF en 1960, d'abord à Nancy puis à Strasbourg.
De 1964 à 1966, il effectue son service militaire comme aviateur de première classe, sur la base aérienne « BA 132 » de Colmar-Meyenheim, où il est rédacteur du journal de la base et donne des cours de français aux sous-officiers. Il y est aussi responsable du club de musique.
En 1969, il entre à France Inter comme responsable des affaires européennes et présentateur de journaux d'informations. En 1972, il devient présentateur du journal de 20 h sur la deuxième chaîne de l'ORTF. Il est ensuite nommé rédacteur en chef des journaux du matin de RTL, avant de revenir à la télévision comme directeur de l'information et présentateur de FR3 (Soir 3) en 1978, puis de TF1 en 1981. En 1982, il devient président exécutif de Parafrance (Cinéma). Il devient directeur de l'information d'Antenne 2 en 1986. En 1987, il lance l'émission La Marche du siècle sur Antenne 2, dont il est à la fois le producteur et le présentateur jusqu'en 1999. Cette émission, par la tenue de ses sujets et la qualité de ses intervenants, conquiert un vaste public.

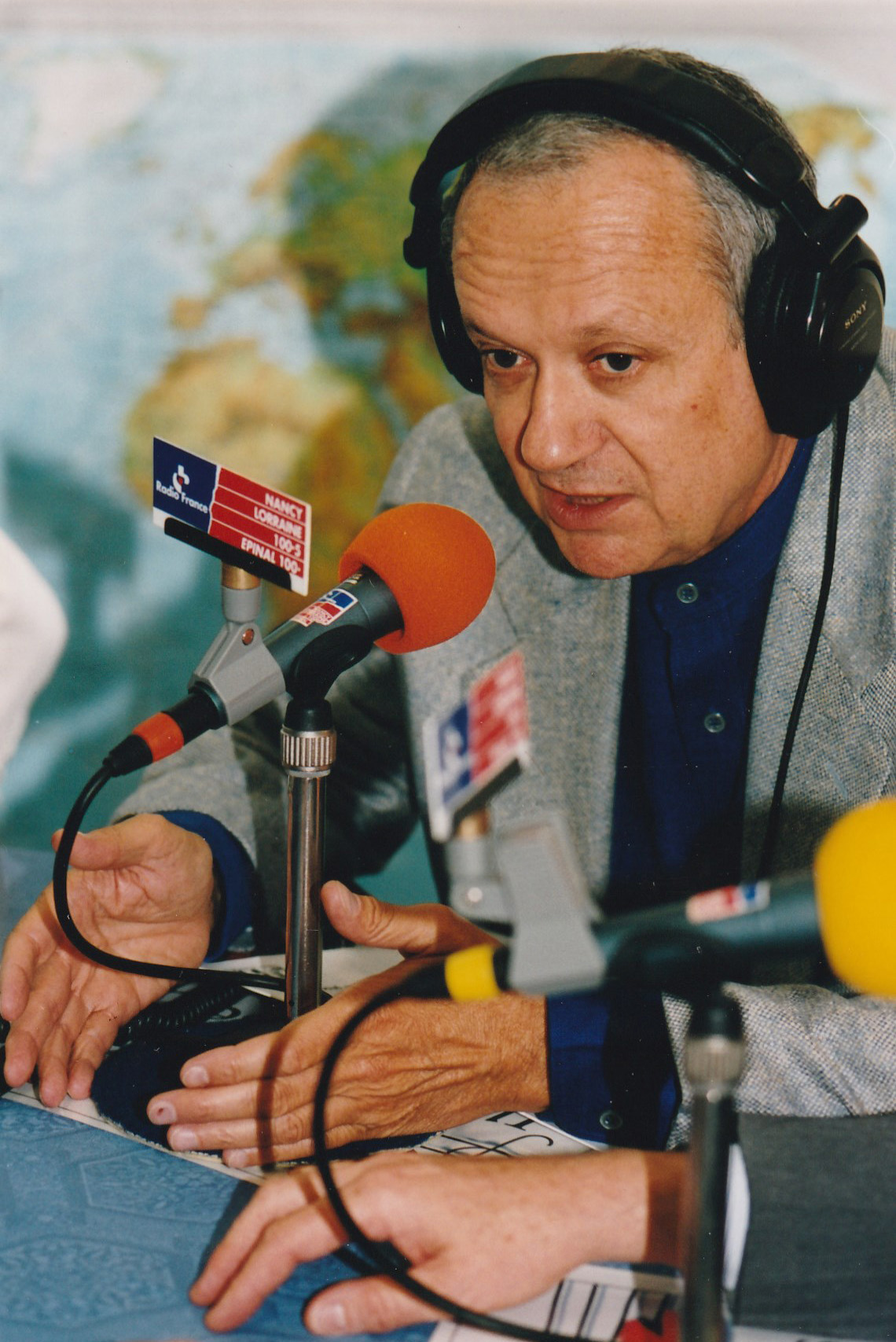
Jean-Marie Cavada au Festival international de géographie en 1999.

En 1994, Jean-Marie Cavada participe à la création de La Cinquième — nouvelle chaîne de télévision consacrée au savoir, à la formation et à l'emploi — dont il est le président jusqu'en 1997. Cette chaîne se partage avec Arte le canal hertzien de l'ancienne Cinq. La Cinquième, dont la création en avril 1994 a été décidée par le Premier ministre Édouard Balladur et soutenue par le ministre de la Communication Alain Carignon, peut diffuser ses programmes sur l'ensemble du territoire à partir du 13 décembre 1994. Il dirige cette chaîne avec d'anciens responsables de l'ORTF et des personnalités d'horizons divers. L'académicien Michel Serres est nommé président du conseil scientifique de la Cinquième, tandis que Jacqueline Baudrier, ancienne présidente de Radio France, préside le comité d'orientation des programmes. La Cinquième, selon la volonté des politiques de « rationaliser » le paysage audiovisuel et la décision de Lionel Jospin, doit se rapprocher d'Arte, présidée par Jérôme Clément. Cavada est alors élu président de RFO en juin 1997 puis il revient à La Cinquième de octobre 1999 à août 2000.
En novembre 1998, il succède à Michel Boyon à la présidence de Radio France. Il est reconduit à la tête de la station en novembre 2001. Cavada restructure l'offre régionale de la société en créant le réseau France Bleu.

### Parcours politique
Au printemps 2004, Jean-Marie Cavada démissionne de la présidence de Radio France afin de conduire la liste UDF de la circonscription Sud-Ouest lors des élections européennes. Il est élu député européen (groupe ADLE) et préside la commission des libertés civiles, de la justice et des affaires intérieures. Il démissionne de cette présidence en janvier 2008 pour se présenter aux élections municipales en France. Il fait campagne pour le « oui » au referendum de 2005 pour une constitution européenne, allant jusqu'à considérer que « ceux qui font la fine bouche devant la constitution européenne devraient avoir en mémoire les photos d'Auschwitz », provoquant quelques critiques.
En 2007, il fait partie de l'équipe de campagne rapprochée du candidat à l'élection présidentielle François Bayrou. Il se présente aux élections législatives dans la première circonscription du Val-de-Marne au nom de l'UDF, et devient, au soir du premier tour, l'un des rares candidats UDF présents au second tour, dans un ballottage défavorable avec 22,27 % des suffrages exprimés. Il est battu par le candidat sortant de l'UMP, Henri Plagnol, en ne recueillant que 45,77 % des suffrages exprimés.
Très critique à l’égard de la direction de l'UDF-MoDem, il quitte ce parti en novembre 2007. En décembre 2007, il formalise sa démarche et crée le mouvement Avenir démocrate. Son idée affichée est de rassembler des personnalités politiques, des intellectuels, des chercheurs, des économistes et des représentants de la société civile décidés à fonder une démarche politique nouvelle. Lors des élections municipales de mars 2008, il présente une liste d’ouverture, avec le soutien de l'UMP, dont Christine Lagarde est en deuxième position, dans le 12e arrondissement de Paris. Avec 24,31 % au premier tour et 35,23 % au second, il réalise le plus mauvais score de la droite et du centre dans cet arrondissement depuis 1977. Comme tête de liste, il est néanmoins élu au Conseil de Paris. Il démissionne de son mandat de conseiller de Paris le 16 décembre 2010.
En 2009, le Nouveau Centre le désigne comme chef de file pour les élections européennes dans la circonscription Île-de-France. Il intègre par la suite la liste pour la majorité présidentielle menée par Michel Barnier, en tant que candidat du Nouveau Centre. Il est réélu, le 7 juin, comme troisième de liste, derrière Michel Barnier et Rachida Dati. Au niveau européen, Jean-Marie Cavada prend alors la présidence de la délégation Nouveau Centre au sein du PPE, et la vice-présidence des députés élus en France au sein du PPE. Il est membre de la commission Culture et Éducation, membre suppléant de la commission des Affaires juridiques, et président de l'intergroupe Media au Parlement européen. En 2011, il est reconnu[Par qui ?] 3e député européen et le député français le plus influent du Parlement.
En 2014, il est à nouveau candidat aux élections européennes sur la liste UDI-MoDem d'Île-de-France, en deuxième position.
Le 3 décembre 2011, il est élu président du Mouvement européen - France,. Il conserve cette fonction jusqu'en décembre 2016.
Le 8 septembre 2014, Denis Payre annonce qu'il a proposé à Jean-Marie Cavada de prendre la présidence de Nous Citoyens et que ce dernier l'a accepté. Denis Payre, jusque-là président, reste vice-président du mouvement, tout en menant en parallèle des projets d'entrepreneuriat social. À l'occasion de cette annonce, il revendique 12 000 adhérents à Nous Citoyens. Cavada annonce deux jours plus tard qu'il quitte l'UDI et le Nouveau Centre, dont il est alors vice-président. Le 29 juin 2015, il annonce sa démission de Nous Citoyens, décision justifiée par des divergences de point de vue sur la gouvernance du mouvement. Et en septembre, il rejoint Génération citoyens fondé par Alexia Germont et Franck Chauvet, anciens responsables de Nous Citoyens ayant fait scission.
En juin 2015, il est co-rapporteur d'un rapport sur les droits d'auteur au Parlement européen. Il promeut alors un amendement visant à supprimer la liberté de panorama au niveau européen, ce qui intégrerait dans la sphère commerciale toute diffusion d'image où figurerait un monument ou une œuvre d'art présents dans l'espace public et dont l'auteur ne serait pas mort depuis au moins 70 ans, et cela même si la diffusion est gratuite et même si l'auteur a déjà été rémunéré pour son œuvre : cette non-liberté de panorama s'applique déjà en France.
Début janvier 2017, Corinne Lepage et Jean-Marie Cavada annoncent leur soutien à Emmanuel Macron, candidat à la présidentielle de 2017. Une consultation de membres de Génération Citoyens fixe la stratégie du mouvement dans le même sens à 83 %, soit 12 jours plus tard que l'annonce de Cavada. Aucune indication sur le nombre de votants ou sur la répartition des voix n'est publié.
En 2020, il continue à soutenir des candidats dits « citoyens », rappelant qu'avec la crise du Covid-19 les dirigeants à l'essentiel[pas clair] : « Je le crois fermement : les crises ramènent les opinions et donc les gouvernants aux besoins communs de solidarité et d'initiatives ». Il lance en avril 2020 un institut « Pour une Déclaration des droits et libertés fondamentaux numériques »,

### Vie privée
Il a un fils, Mathieu Cavada, et une fille, Laurence Luret. Ses deux enfants sont également journalistes.
Il a été le compagnon de la journaliste Élise Lucet pendant une dizaine d'années,.

## Antisémitisme
L'actrice et réalisatrice Zabou Breitman rapporte qu'en 1982, Jean-Marie Cavada proféra une remarque à caractère antisémite (« Vous aimez l'argent, ça ne m'étonne pas. C'est quoi votre nom, déjà ? ») à son encontre, ce qui la bouleversa profondément et la décida à ajouter son patronyme (Breitman) à son pseudonyme (Zabou),,. Distributeur d'un film dans lequel elle tournait (Gwendoline de Just Jaeckin), Jean-Marie Cavada l'avait réprimandée pour avoir vendu des photos de tournage sans autorisation.

## Distinction
- 2 février 1996 : Docteur honoris causa de l'université catholique de Louvain.

## Publication
- Une marche dans le siècle (autobiographie), Calmann-Lévy, 2006  (ISBN 978-2-70213-694-2).